# 5-й флот (США)

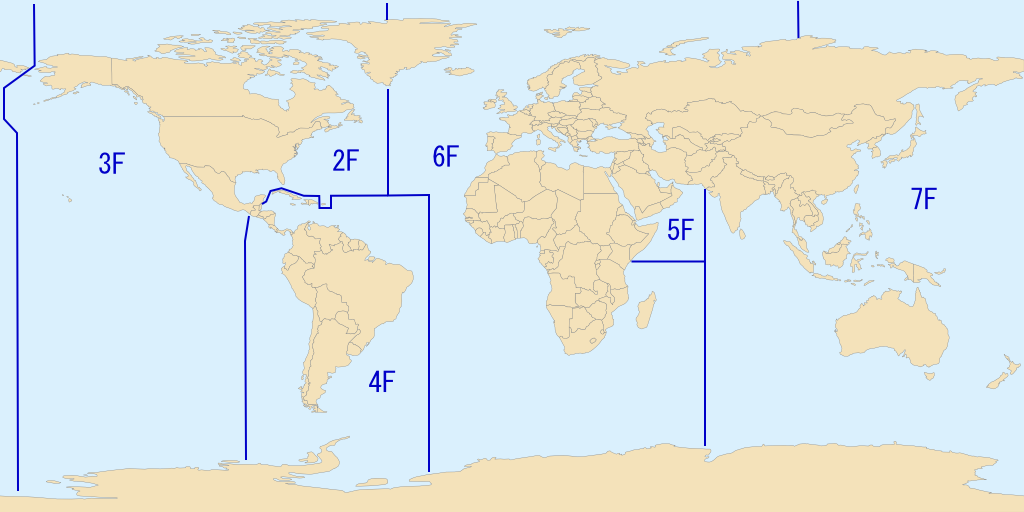

П'ятий флот — оперативний флот ВМС США, в зону відповідальності якого входить західна частина Індійського океану і Перська затока. Основний пункт базування флоту — Манама (Бахрейн). Командувач (2010) — віцеадмірал Джон Міллер (англ. John W. Miller).
До складу флоту входять на ротаційній основі кораблі Атлантичного і Тихоокеанського флотів ВМС США.
Флот створений в 1944 під час бойових до дій в центральній частині Тихого океану. Перший командувач: Реймонд Спрюенс. В 1944 — 1947 флот охоплював територію до Японії.
У січні 1946 — березні 1946 флагманським кораблем флоту був лінкор «Айова».
Розформований у 1947 році, відтворений у 1995 по завершенні війни у Перській затоці.